# Шигаево (Новосибирская область)
Шигаево — село в Сузунском районе Новосибирской области России. Входит в состав Битковского сельсовета.

## География
Площадь села — 26 гектаров.

## Население
| 2002 | 2007 | 2010 |
| ---- | ---- | ---- |
| 360  | ↘267 | ↘243 |

## Инфраструктура
В селе по данным на 2007 год функционируют 1 учреждение здравоохранения и 1 учреждение образования.